# 로버트 커밍스

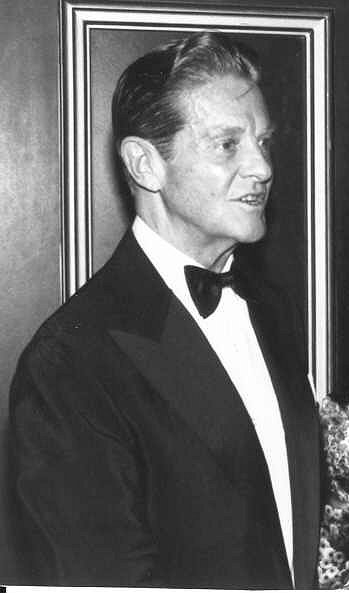

로버트 커밍스(Charles Clarence Robert Orville Cummings, 1908년 6월 9일 ~ 1990년 12월 2일)는 미국의 텔레비전 배우, 영화배우, 연극 배우, 비행사, 각본가, 영화 프로듀서, 댄서이다.
조플린에서 태어났으며 우들랜드힐스에서 사망하였다. 사인은 폐렴이다. 포리스트 론 메모리얼 파크에 매장되었다.

## 영화
- 프라미스 허 애니씽 (1965년) - 닥터 피터 브록 역
- 카펫베거 (1964년)
- 루이자의 선택 (1964년)
- 해변 파티 (1963년)
- 나의 게이샤 (1962년)
- 디즈니랜드 (1954년) - 본인 역
- 럭키 미 (1954년)
- 다이얼 M을 돌려라 (1954년)
- 스튜디오 원 (1948년)
- 체이스 (1946년)
- 플래쉬 앤 판타지 (1943년)
- 프린세스 오루크 (1943년)
- 언제나 영원히 (1943년)
- 비트윈 어스 걸스 (1942년)
- 킹스 로우 (1942년)
- 파괴 공작원 (1942년)
- 문 오버 마이아미 (1941년)
- 잇 스타티드 위드 이브 (1941년)
- 데블 앤 미스 존스 (1941년)
- 스프링 퍼레이드 (1940년)
- 에브리씽 해펀즈 앳 나잇 (1939년)
- 쓰리 스마트 걸 그로우 업 (1939년)
- 콜리지 스윙 (1938년)
- 소울스 앳 씨 (1937년)